# بیست (آلبوم)
بیست نام اولین آلبوم مستقل کامران و هومن است که پس از جدایی از گروه بلک کتز در تاریخ ۱۷ ژوئن ۲۰۰۵ (۲۷ خرداد ۱۳۸۴) توسط کمپانی آونگ منتشر شد. تمام اشعار این البوم را مریم حیدرزاده (به غیر از شعر آهنگ با تشکر از شما که از اشکان رحیمی است) سروده و آهنگ سازی آلبوم را نیز رامین زمانی انجام داده است.

## فهرست ترانه‌ها
- ۱ . ۲۰(بیست) - ۴:۳۸
- ۲ . اون با من - ۳:۵۸
- ۳ . فدای سرت - ۴:۳۲
- ۴ . من و ببخش(دکلمه) - ۱:۰۸
- ۵ . من و ببخش - ۴:۴۶
- ۶ . اگه عشق من تو نیستی - ۴:۳۴
- ۷ . اونی که می خواستم - ۴:۳۳
- ۸ . من تو رو می خوام - ۴:۰۷
- ۹ . با تشکر از شما(دکلمه) - ۰:۲۳
- ۱۰ . با تشکر از شما - ۴:۰۷

| نام ترانه           | ترانه‌سرا      | آهنگساز     | تنظیم |
| ------------------- | ------------- | ----------- | ----- |
| بیست                | مریم حیدرزاده | رامین زمانی |       |
| اون با من           | مریم حیدرزاده | رامین زمانی |       |
| فدای سرت            | مریم حیدرزاده | رامین زمانی |       |
| منو ببخش            | مریم حیدرزاده | رامین زمانی |       |
| اگه عشق من تو نیستی | مریم حیدرزاده | رامین زمانی |       |
| اونی که می خواستم   | مریم حیدرزاده | رامین زمانی |       |
| من تو رو می خوام    | مریم حیدرزاده | رامین زمانی |       |
| با تشکر از شما      | اشکان رحیمی   | رامین زمانی |       |